# Otto Kropp

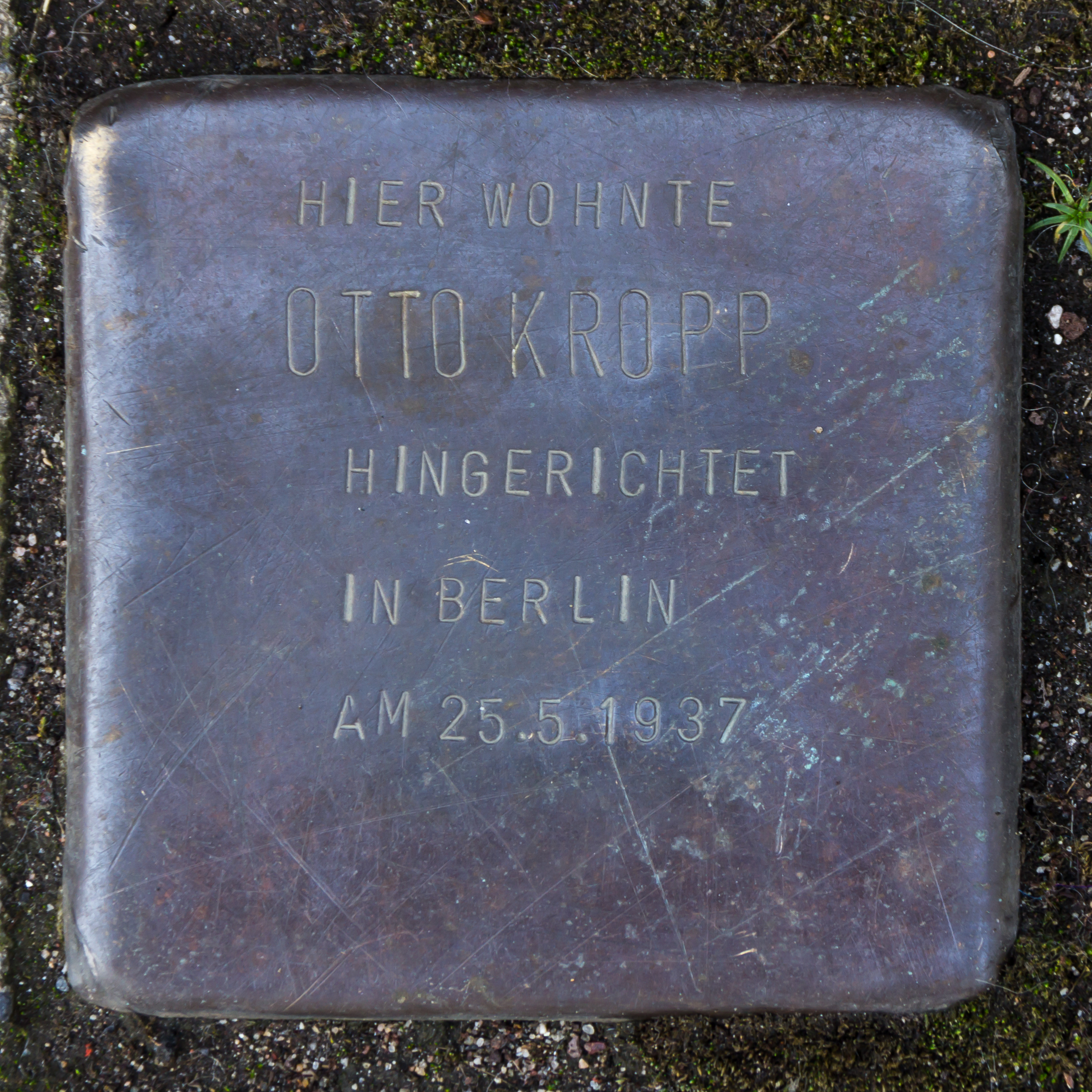
Stolperstein für Otto Kropp, Subbelrather Straße, Köln-Ehrenfeld

Otto Kropp (* 7. Mai 1907 in Elberfeld; † 25. Mai 1937 in Berlin-Plötzensee) war ein deutscher Widerstandskämpfer.

## Leben
Kropp war Gelegenheitsarbeiter, er arbeitete mal als Laufbursche oder als Packer und Textilarbeiter. Aktiv war er in der Arbeitersportbewegung. 1931 wurde er Mitglied der KPD und des RFB.
Anfang 1933 wurde er mehrfach von SA-Schlägertrupps überfallen, nachdem diese zu Hilfspolizisten deklariert worden waren. Im Mai 1933 emigrierte er in die Niederlande, um weiteren Misshandlungen zu entgehen. Gemeinsam mit seinem Jugendfreund Ewald Funke erklärte er sich bereit, als Instrukteur des ZK der KPD den Widerstandskampf in Deutschland zu unterstützen. Ab September 1934 reiste er wiederholt illegal nach Essen, um die dortigen KPD-Widerstandsgruppen zu unterstützen und mit Informationsmaterialien zu versorgen. 
Im August 1935 ging er nach Köln und reorganisierte gemeinsam mit Kurt Bachmann und Ulrich Osche die durch Massenverhaftungen geschwächte KPD-Organisation. Es gelang ihm, die zerrissenen Kontakte zu antifaschistisch orientierten Arbeitern bei Klöckner-Humboldt-Deutz, den Eisenbahnhauptwerkstätten und in anderen Großbetrieben wiederherzustellen. 
Durch seine Initiative wurden mehrere illegale Zeitungen herausgegeben, die sich teilweise speziell auch an SA-Mitglieder und Polizeibeamte wandten. Gleichzeitig hielt er den regelmäßigen Kontakt mit den Vertretern der ZK-Abschnittsleitung in Amsterdam aufrecht. Bei seinen Aufenthalten in Köln versuchte er auch, die im Oktober 1935 von der KPD beschlossene Volksfrontpolitik umzusetzen. Dabei gelang es ihm, Kontakte zu katholischen Widerstandskreisen zu gewinnen und mit diesen eine Aktion zur Unterstützung politischer Gefangener zu starten. Unterstützung erhielt Kropp dabei auch von Eugen Zander.
Im März 1936 wurde Otto Kropp von der Gestapo verhaftet und wochenlang gefoltert, um Namen und Informationen über seine Kontaktpersonen zu erhalten. Da er nichts verriet, erging im Januar 1937 ein Todesurteil gegen ihn.
Ihm zum Gedenken wurde an seiner ehemaligen Wohnadresse in Köln-Ehrenfeld, vom Künstler Gunter Demnig, ein Stolperstein verlegt.